# Las recolectoras de nueces
Las recolectoras de avellanas (en idioma francés Les noisettes) es un cuadro del pintor francés William-Adolphe Bouguereau, fue realizado en el año 1882, pintado al óleo, mide 176 cm por 131 cm, es una representación de dos niñas descansando después de haber recolectado avellanas; el cuadro fue donado en 1954 por William E. Scripps al Detroit Institute of Arts donde actualmente se encuentra en exposición permanente.